# Kurowscy herbu Szreniawa

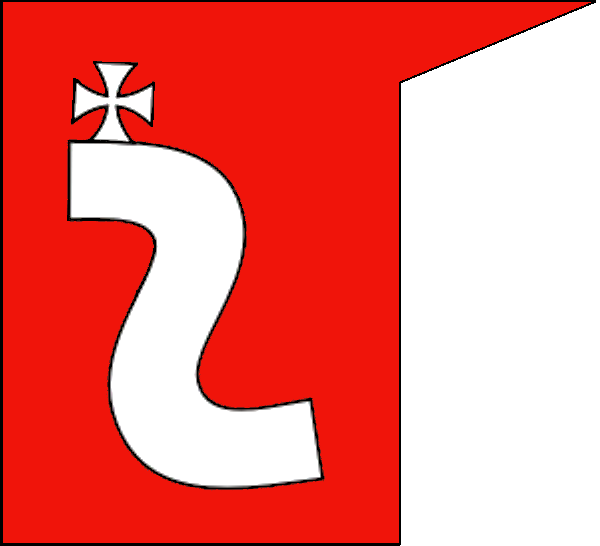
Chorągiew Mikołaja Kurowskiego – arcybiskupa gnieźnieńskiego wystawiona podczas Bitwy pod Grunwaldem 1410

Kurowscy herbu Szreniawa – polska rodzina szlachecka, zaliczana do możnowładztwa małopolskiego, wywodząca się z rycerskiego rodu Kurów. Gniazdem rodzinnym był Kurów – obecnie dzielnica Bochni, od którego, dziedziczący ją w 1370 roku po Siestrzemile – Klemens, przybiera nazwisko Kurowski.

Herb Szreniawa rodziny Kurowskich

Wieś ta znajdowała się w dawnym powiecie szczyrzyckim, gdzie m.in. osiedli Kurowie przybywając na tereny Małopolski z Mazowsza wraz z Konradem mazowieckim. Pozycję swoją ugruntowywali dzięki współpracy z Kmitami herbu Szreniawa, których też herbem zaczęli się pieczętować ok. roku 1396 – po objęciu przez Klemensa Kurowskiego urzędu kasztelana żarnowskiego. Jan Długosz, wspominając o Mikołaju Kurowskim, miał jak widać problem z ustaleniem herbu biskupa i mylnie przypisuje go w 1394 do herbu Nałęcz, jednak już w 1402, określa Szreniawitą (adopcja herbowa do Szreniawy, nastąpiła bowiem pomiędzy tymi datami). Ze względu na wzrost znaczenia gospodarczego Wiśnicza będącego we władaniu Kmitów, uniemożliwiającego ze względu na bliskie sąsiedztwo rozwojowi Kurowa, przenieśli Kurowscy za panowania króla Władysława Jagiełły, główną siedzibę rodziny do Kurowa w powiecie puławskim – na Lubelszczyznę, która to miejscowość, należała do rodu Kurów od czasu nadania jej tej rodzinie przez króla Władysława Łokietka, około roku 1330. Ta decyzja skutkuje szybkim wzrostem znaczenia tego miasta i podniesieniem go do rangi stolicy powiatu. W posiadaniu rodziny był tam również zamek rycerski w nieodległej Bochotnicy – zakupiony w 1399 przez Klemensa Kurowskiego od Jana z Bejsc, oraz wieś Klementowice. Okres świetności tego rodu zakończył się wraz ze śmiercią Piotra Kurowskiego, kasztelana lubelskiego w 1463 r.
Po wygaśnięciu męskich potomków rodziny Kurowskich herbu Szreniawa, ich majątek przypadł córce Piotra Kurowskiego – Jadwidze, a następnie dziedziczyli jej zstępni – Anna i Katarzyna Zbąskie herbu Nałęcz, z kolei Jan Oleśnicki z Bochotnicy – (syn Katarzyny). Z zamkiem w Bochotnicy jest też związana legenda mówiąca o Annie Zbąskiej herbu Nałęcz, która zasłynęła jako przywódczyni grupy rycerzy rozbójników. Legenda ta wspomina o ukrytych przez nią w zamkowych lochach skarbach.

## Najbardziej znaczący przedstawiciele tej rodziny
- Klemens Kurowski – kasztelan żarnowski,
- Piotr Kurowski – kasztelan lubelski,
- Mikołaj Kurowski – arcybiskup gnieźnieński, kanclerz koronny.

## Herby szlacheckie Kurowskich
- Kur (herb szlachecki)
- Kurowski (herb szlachecki) – odmiana herbu Ślepowron
- Leliwa (herb szlachecki)
- Lubicz (herb szlachecki)
- Nałęcz III
- Prawdzic (herb szlachecki)
- Strzemię (herb szlachecki)
- Szreniawa (herb szlachecki)
- Wąż (herb szlachecki)
- Topór (herb szlachecki)
- Zadora (herb szlachecki)